# .icu
.icu是一个新通用顶级域名（New Generic Top-level Domains，缩写为），域名注册局为ShortDot SA公司。2019年，该域名因996.icu网站而受到关注。

## 历史
2015年4月28日，.icu域名被写入全球根域名库，最初的赞助商和域名注册局是。2018年2月15日，赞助商和域名注册局转为现在的ShortDot SA。2019年5月10日，中华人民共和国工业和信息化部正式审批，同意格域（北京）科技有限公司成为“.ICU”顶级域域名注册管理机构。这标志着.icu域名在中国大陆的运营受到批准，符合相应的法律法规；在中国大陆申请的.icu域名也可以进行工信部域名备案。

## 含义
“icu”是英文的音译，翻译成中文意为“我看见你”。“ICU”同时也是重症监护室的英文缩写，后者的英文是。

## 注册局及政策
.icu域名的注册局是总部位于卢森堡的公司ShortDot SA，它也是.icu域名后缀的所有者。该公司在卢森堡市和新加坡设有办公室。拉尔斯·詹森（Lars Jensen）、凯文·科帕斯（Kevin Kopas）和迈克尔·里德尔（Michael Riedl）是该公司的联合创始人，他们现分别担任该公司的首席执行官兼董事（CEO）、首席运营官（COO）、董事。拉尔斯·詹森还担任域名的管理联系人（Administrative Contact）。在中国，.icu域名则成立了格域（北京）科技有限公司，使得该域名在中国能通过工业和信息化部的审批。
.icu域名的注册限制是：仅容许由拉丁字母（从“a”到“z”）、阿拉伯数字0到9、“-”符号（連字暨減號）组成，最小长度为2个字符，最大长度为63个字符。第一个和最后一个字母必须是字母或数字，第三个和第四个字母不能同时是連字暨減號。“nic”、“www”、“rdds”、“example”和“whois”这五个ICANN要求保留的域名前缀不开放注册。注册期可以从一年起步到十年，但不得超过十年。另外不得滥用.icu域名。

## 走红
2019年3月20日，V2EX网友“nulun”使用.icu顶级域名注册了996.icu的域名，并搭建网站以控诉996工作制，内容口号为“工作996，生病ICU”。这里的“ICU”即做重症监护室解释。3月26日，GitHub用户“996icu”的新注册用户在GitHub创建了名为996.ICU的仓库。该项目很快得到大量关注，该事件在中国以外地区仍持续升温，并获得大量媒体的报道。随着此网站和仓库的走红，其后缀.icu也得到了人们的注意。对此，.icu域名的注册局ShortDot SA也在其网站上发表文章，报道了这一事件并作出声援。注册局还将该网站评为“2019年十大.icu网站”（Top .icu Websites Of 2019），并将其排在第七名。